# Hessenbergmatrix
Eine Hessenbergmatrix ist eine spezielle Klasse von quadratischen Matrizen, die insbesondere im mathematischen Teilgebiet der numerischen linearen Algebra betrachtet wird. Benannt sind diese Matrizen nach Karl Hessenberg.

## Definition
Eine (obere) Hessenbergmatrix ist eine quadratische Matrix {\displaystyle H\in \mathbb {C} ^{n\times n}}, deren Einträge unterhalb der ersten Nebendiagonalen gleich Null sind, also {\displaystyle h_{ij}=0} für alle {\displaystyle i>j+1}. 
{\displaystyle H={\begin{pmatrix}h_{11}&h_{12}&h_{13}&\cdots &h_{1n}\\h_{21}&h_{22}&h_{23}&\cdots &h_{2n}\\0&h_{32}&h_{33}&\cdots &h_{3n}\\\vdots &\ddots &\ddots &\ddots &\vdots \\0&\cdots &0&h_{nn-1}&h_{nn}\end{pmatrix}}}
Analog definiert man die untere Hessenbergmatrix als eine quadratische Matrix, deren Transponierte eine obere Hessenbergmatrix ist. Ist nur von einer Hessenbergmatrix die Rede, ist meist eine obere Hessenbergmatrix gemeint.
Eine Matrix, die sowohl eine untere als auch eine obere Hessenbergmatrix ist, ist eine Tridiagonalmatrix.

## Anwendung
Hessenbergmatrizen treten in natürlicher Weise in Krylow-Unterraum-Verfahren und als Vorstufe bei der Berechnung von Eigenwerten mittels des QR-Algorithmus auf. Die numerische Transformation einer beliebigen Matrix auf Hessenbergform wird beim QR-Algorithmus beschrieben. Die Struktur der Matrizen spiegelt sich in der Inversen, der Adjunkten und in den Eigenvektoren wider.